# Hesselmed Station
Hesselmed Station var en dansk jernbanestation i Hesselmed. Trinbrættet blev nedlagt i 2012.
Der er et militært sidespor fra Hesselmed til Oksbøl Syd ved Oksbøl Kaserne.
Hesselmed
| Foregående station |  | Arriva                                  |  | Efterfølgende station |
| ------------------ |  | --------------------------------------- |  | --------------------- |
| Billummod Esbjerg  |  | Vestbanen Esbjerg - Varde - Nørre Nebel |  | Oksbølmod Nørre Nebel |

55°37′5.4″N 8°18′17″Ø / 55.618167°N 8.30472°Ø
| Jernbane | Spire Denne jernbaneartikel er en spire som bør udbygges. Du er velkommen til at hjælpe Wikipedia ved at udvide den. |